# Rhynchospora tepuiana
Rhynchospora tepuiana là loài thực vật có hoa trong họ Cói. Loài này được Steyerm. miêu tả khoa học đầu tiên năm 1951.